# Dudum siquidem
Dudum siquidem fou una butlla atorgada pel papa Alexandre VI amb data de 26 de setembre de 1493 a favor de Ferran i Isabel la Catòlica, reis de Castella i Aragó. Aquesta butlla és la quarta i última de les Butlles Alexandrines. Després de fer referència a les butlles anteriors, que atorgaven a Castella i Lleó "les illes i terres fermes descobertes i per descobrir cap a occident i migdia, que no estiguessin constitucionalment sota l'actual domini temporal de senyors cristians".
La Dudum siquidem, també coneguda com a "ampliació de la donació" perquè ampliava la concessió de la primera butlla menor Inter Caetera de 1493, afirma que podria passar que els castellans "que naveguen cap a occident o migdia arribessin a les regions orientals i trobaren illes i terres fermes que haguessin estat o siguin de l'Índia "i per això el Papa amplia la donació a Castella i Lleó de tots els territoris que es descobreixin a Àsia arribant-hi per la ruta d'occident:
| «                       | ... totes i cadascuna de les illes i terres fermes trobades o per trobar, descobertes o per descobrir que estiguin, o fossin o apareguessin als que naveguen o marxen cap a occident i tot el migdia, bé es troben tant en les regions occidentals com en les orientals i hi hagi a l'Índia | » |
| — Butlla Dudum siquidem | |   |

No va acceptar el monarca portuguès la línia papal de demarcació-i això demostra que no existia la teoria del dominus orbi-i va començar una negociació diplomàtica entre Castella i Portugal. Joan II va proposar que en lloc d'un meridià es tracés un paral·lel, reservant als portuguesos la zona austral i deixant la septentrional per als espanyols. Els Reis Catòlics van insistir en el meridià i van oferir executar més cap a l'oest: fins a 250 llegües i fins i tot 350 des de Cap Verd, però Joan II va seguir entestat que era necessari portar més lluny, el que va haver d'acceptar per fi. Es va acordar posar a 370 llegües a l'oest de Cap Verd. El conveni es va plasmar en el Tractat de Tordesillas, signat el 7 de juny del 1494. Les terres descobertes o que descobrissin a l'oest d'aquesta línia serien castellanes, i les situades a l'est d'aquesta serien portugueses. La nova línia, que cauria després cap a la desembocadura de l'Amazones, va permetre l'ocupació de Brasil per part de Portugal. La tenacitat del rei d'aquest país per aconseguir el paral·lel, o almenys un meridià tan allunyat de Cap Verd, s'ha interpretat lògicament com a conseqüència d'haver descobert ja el Brasil, ja que no s'explica d'una altra manera.
Segons Davenport, aquesta butlla no ha estat trobada en els registres del Vaticà. A l'Arxiu d'Índies de Sevilla es conserven dos manuscrits originals de la butlla promulgada, però no porten la indicació habitual Registrat.